# Dave Challinor
David Paul Challinor, detto Dave (Chester, 2 ottobre 1975), è un ex calciatore inglese, di ruolo difensore, tecnico dello Stockport County.

## Caratteristiche tecniche
Era un difensore centrale.
Un gesto tecnico per cui era celebre quando giocava era la lunghezza delle sue rimesse laterali: nel 1998, durante una partita con il Tranmere, ne effettuò una lunga 152 piedi (circa 46,34 metri), che all'epoca era la più lunga tra quelle misurate in un qualunque incontro di calcio professionistico (superandone di poco una del gallese Andy Legg).

## Carriera

### Giocatore
Esordisce tra i professionisti nella stagione 1994-1995, all'età di 19 anni, con il Tranmere, club della seconda divisione inglese; gioca in questa categoria per sette stagioni consecutive (dal 1994 al 2001), diventando nel corso degli anni anche il capitano del club: veste la fascia da capitano anche nella finale della Football League Cup 1999-2000 (prima finale di un trofeo maggiore giocata dal club nella sua storia), persa per 2-1 contro il Leicester City. Rimane inizialmente nel club anche nella stagione 2001-2002, giocata in terza divisione, ma nel gennaio del 2002, dopo 6 reti in 140 partite di campionato giocate, viene ceduto a titolo definitivo per 900000 sterline allo Stockport County, nuovamente in seconda divisione. La sua permanenza in questa categoria dura però solamente mezza stagione a causa della retrocessione subita dagli Hatters, con i quali comunque gioca anche dal 2002 al gennaio del 2004, in terza divisione, arrivando a complessive 100 presenze e 5 reti in incontri di campionato con la maglia del club. Nel gennaio del 2004 viene ceduto in prestito per tre mesi al Bury, club di quarta divisione, che successivamente lo acquista a titolo definitivo nell'estate del 2004 per poi tenerlo in rosa fino al termine della stagione 2007-2008: in quattro anni e mezzo con gli Shakers, il difensore totalizza complessivamente 173 presenze e 2 reti in incontri di campionato, tutte nella quarta divisione inglese. Dal 2008 al 2011 gioca invece ai semiprofessionisti del Colwyn Bay, di cui successivamente diventa contemporaneamente anche allenatore; con questo club, di cui è capitano per la sua intera permanenza, nella stagione 2009-2010 vince i play-off della Northern Premier League Division One North (ottava divisione inglese), giocando poi l'anno seguente in Northern Premier League (settima divisione).
In carriera ha totalizzato complessivamente 413 presenze e 13 reti nei campionati della Football League.

### Allenatore
Il 28 maggio 2010, ovvero poche settimane dopo la promozione in Northern Premier League, diventa anche allenatore del Colwyn Bay; nella sua prima (e di fatto anche unica trascorsa per intero) stagione alla guida del club, Challinor pur guidando una neopromossa conquista un secondo posto in classifica e vincendo i play-off conquista una promozione in National League North (sesta divisione).
Il 2 novembre 2011 Challinor si dimette dal ruolo di allenatore del Colwyn Bay ed il giorno stesso si accasa al Fylde, ambizioso club di Northern Premier League Division One North (ottava divisione: lo stesso livello in cui aveva inizialmente giocato con il Colwyn Bay); nelle sue prime tre stagioni alla guida del club, Challinor conquista due promozioni: prima vince il campionato nella stagione 2011-2012 (venendo anche nominato miglior allenatore del campionato), poi nella stagione 2012-2013 conquista un secondo posto in Northern Premier League perdendo i play-off, che invece dopo un analogo piazzamento al termine della stagione regolare vince nella stagione 2013-2014, conquistando così una nuova promozione in National League North (e, più in generale, la sua terza promozione in quattro stagioni da allenatore). In aggiunta, sia nella stagione 2012-2013 che nella stagione 2013-2014 vince il Lancashire FA Challenge Trophy.
Anche nella nuova categoria (che il Fylde non aveva mai affrontato in precedenza nella propria storia), il club continua a lottare nelle posizioni di vertice del campionato: nel campionato 2014-2015 ottiene un secondo posto in classifica a 2 punti di distacco dal Barrow vincitore del campionato, salvo poi arrendersi con un punteggio aggregato di 3-1 al Guiseley nella semifinale dei play-off; nel campionato 2015-2016 ottiene invece un terzo posto (ad un punto di distacco dal North Ferriby Utd secondo, ma a meno undici dal Solihull Moors vincitore del torneo), che è di fatto il peggior piazzamento ottenuto da Challinor nei suoi primi 6 anni da allenatore, perdendo per 2-1 dopo i tempi supplementari la finale play-off contro il North Ferriby United. L'anno seguente, al terzo anno nella categoria, il club riesce invece a vincere il campionato (la vittoria matematica del torneo arriva il 22 aprile 2017 a seguito di una vittoria casalinga per 3-0 ai danni del Boston Utd), conquistando così la prima promozione in quinta divisione della propria storia, a seguito della quale l'allenatore di Chester prolunga di altri due anni il suo contratto con il club.
Nel primo anno in National League il Fylde trascorre la stagione ancora nelle posizioni di vertice della classifica, chiudendo alla fine il campionato con un settimo posto in classifica, sufficiente per ottenere un posto ai play-off, nei quali però arriva una sconfitta per 2-1 per mano del Boreham Wood quarto classificato nella stagione regolare. La stagione 2018-2019 si rivela essere ancora più positiva della precedente: in campionato Challinor guida infatti la squadra ad un quinto posto in classifica, centrando quindi un'altra qualificazione ai play-off, nei quali ha miglior fortuna che nella stagione 2017-2018, eliminando sia l'Harrogate Town sesto in classifica (vittoria casalinga per 3-1) che il Solihull Moors secondo classificato (vittoria esterna per 1-0), arrendendosi però al Salford City nella finale giocata a Wembley con un netto punteggio di 3-0; si tratta tuttavia solo della prima partita stagionale del Fylde a Wembley: ad una settimana di distanza dalla sconfitta con il Salford City, infatti, il club torna nello stadio londinese per giocare la finale di FA Trophy (mai raggiunta prima nella sua storia) contro i londinesi del Leyton Orient, club di quinta divisione e con secolare tradizione di partecipazioni ai campionati della Football League: questa volta, però, il club allenato da Challinor riesce ad imporsi, con un punteggio di 1-0. Grazie a questi risultati arriva un nuovo prolungamento del contratto di Challinor, che tuttavia il 22 ottobre 2019 viene esonerato con la squadra che si trovava a ridosso della zona retrocessione.
Il tecnico comunque rimane disoccupato solamente per poche settimane, dal momento che già l'11 novembre 2019 diventa allenatore dell'Hartlepool Utd, club che si trovava in tredicesima posizione in classifica in National League (quindi la stessa categoria del Fylde); la sua prima stagione alla guida dei Monkey Hangers si conclude in realtà prematuramente dopo pochi mesi per via della pandemia di Covid-19, con il club che, al congelamento della classifica, si trovava in dodicesima posizione. Nella stagione 2020-2021, la sua prima trascorsa integralmente alla guida dell'Hartlepool United, chiude invece il campionato al quarto posto in classifica, centrando così la qualificazione ai play-off, nei quali sconfiggendo prima il Bromley settimo in classifica (con un 3-2 casalingo) e poi lo Stockport County terzo in classifica (1-0 in trasferta) conquista la finale, giocata all'Ashton Gate Stadium di Bristol, nella quale sconfigge per 5-4 ai calci di rigore (dopo un 1-1 al termine dei tempi supplementari) il Torquay Utd, conquistando così la promozione in quarta divisione. Il 24 settembre 2021 Challinor, riconfermato dopo la promozione, firma un nuovo contratto di tre anni con il club; tuttavia, il 1º novembre 2021 si dimette per firmare il giorno seguente un contratto con lo Stockport County, club di quinta divisione che si trovava in nona posizione in classifica al momento del suo ingaggio, con cui conclude la stagione 2021-2022 vincendo il campionato e conquistando così la seconda promozione consecutiva in quarta divisione; grazie al successo in campionato, viene anche nominato miglior allenatore della stagione tra quelli della categoria in questione. L'anno seguente, pur essendo il club neopromosso, chiude il campionato al quarto posto in classifica, a quattro punti di distacco dal Northampton Town terzo (ed ultimo club automaticamente promosso nella categoria superiore); partecipa quindi ai play-off, eliminando ai calci di rigore il Salford City in semifinale per poi il 28 maggio 2023 perdere la finale play-off giocata a Wembley contro il Carlisle Utd per 5-4 ai calci di rigore, dopo un complessivo 1-1 al termine dei tempi supplementari.
Il 5 luglio 2023 firma un nuovo contratto di tre anni con lo Stockport County; ad un mese dall'inizio della stagione 2023-2024 rimane poi alla guida del club rinunciando ad un'offerta ricevuta dai londinesi del Charlton (militanti in terza divisione), e la scelta si rivela vincente sia per lui che per il club: tra i mesi di settembre ed ottobre, infatti, gli Hatters inanellano una striscia di 12 vittorie consecutive (record societario), grazie a cui si porta in testa alla classifica, piazzamento che mantiene fino a fine stagione, vincendo il campionato con un netto vantaggio sulle inseguitrici (4 punti sul Wrexham secondo, ma ben 14 sugli MK Dons quarti e primi tra i club non automaticamente promossi in terza divisione): per Challinor si tratta del quarto campionato vinto in carriera, e della settima promozione in quattordici stagioni da allenatore.
Anche nella stagione 2024-2025, pur da neopromosso, guida lo Stockport County ad un terzo posto in classifica a cinque punti di distacco dal secondo posto (che avrebbe garantito la promozione automatica in seconda divisione) occupato dall'altro neopromosso Wrexham, centrando quindi la qualificazione ai play-off: gli spareggi non hanno però esito positivo, in quanto gli Hatters vengono eliminati in semifinale ai calci di rigore dai londinesi del Leyton Orient.

## Palmarès

### Allenatore

#### Competizioni nazionali
- Campionato inglese di quarta divisione: 1

Stockport County: 2023-2024
- National League: 1

Stockport County: 2021-2022
- FA Trophy: 1

Fylde: 2018-2019
- National League North: 1

Fylde: 2016-2017

#### Competizioni regionali
- Northern Premier League Division One North: 1

Fylde: 2011-2012
- Lancashire FA Challenge Trophy: 2

Fylde: 2012-2013, 2013-2014
- North Wales Coast Cup: 1

Colwyn Bay: 2010-2011

### Individuale
- Allenatore dell'anno della National League: 1

2021-2022
- Allenatore dell'anno della Football League Two: 1

2023-2024